# Édison Méndez
Édison Vicente Méndez Méndez (* 16. března 1979) je ekvádorský fotbalový trenér a bývalý hráč, který hrál na pozici křídla nebo ofenzivního záložníka.

## Styl hry
Je známý svou rychlostí, přesnými přihrávkami a střelbou z dálky. Na klubové i reprezentační úrovni kopal volné kopy a rohové kopy. I když je pravonohý, může hrát na obou křídlech i ve středu hřiště.

## Klubová kariéra

### SD Quito
Méndez začal svou kariéru v klubu SD Quito v rodném Ekvádoru. Po jeho vystoupení na Mistrovství světa ve fotbale 2002, během kterého vstřelil vítězný gól při výhře Ekvádoru 1:0 nad Chorvatskem, se o něj zajímaly anglické kluby, zejména Aston Villa a Everton.

### Krátká angažmá v Mexiku a Ekvádoru
Na konci roku 2004 přestoupil do CD Irapuato v Liga MX, kde do konce sezóny nastoupil do 16 zápasů a vstřelil 5 gólů. Po sestupu Irapuata v následujícím roce se Méndez přesunul do Santos Laguna, kde odehrál 14 zápasů a vstřelil 2 góly.
Následně se vrátil do Ekvádoru a byl součástí týmu LDU Quito, který v roce 2005 vyhrál 1. ligu.

### PSV Eindhoven
V roce 2006, krátce po Mistrovství světa ve fotbale, se spekulovalo o přestupu do Německa, konkrétně do Hannoveru. Všechny spekulace ukončil v srpnu 2006 podpisem jednosezónního hostování s PSV Eindhoven, po kterém následovala smlouva na tři a půl roku, která ho vázala k týmu z Philips Stadion až do roku 2010. V Eredivisi debutoval proti Willemu II, kdy vstřelil dva góly při výhře 3:1. Následující týden se stal prvním Ekvádorcem, který si zahrál Ligu mistrů UEFA, a to proti Liverpoolu FC. V zápase byl zvolen mužem zápasu.
V březnu 2007 se stal prvním ekvádorským hráčem, který skóroval v Lize mistrů UEFA, když vstřelil jediný gól v osmifinálovém zápase proti Arsenalu. Méndez spolu s dalšími záložníky Timmym Simonsem a veteránem Phillipem Cocuem pomohli PSV do čtvrtfinále.
Méndez byl mezi 50 hráči nominovanými na Zlatý míč pro nejlepšího hráče Evropy. V zimě 2007 se objevily zvěsti, že se Méndez chce přestěhovat zpět do Ekvádoru.

### Návrat do Ekvádoru
Dne 4. srpna 2009 se Méndez vrátil do Ekvádoru z osobních důvodů, aby hrál za svůj bývalý tým LDU Quito.

### Odchod do Brazílie
V březnu 2010 brazilský klub CA Mineiro oznámil, že Mendéz se stane jeho novou posilou. Ekvádorský záložník začal hrát za svůj nový tým po Mistrovství světa ve fotbale 2010.

### Independiente Santa Fe
Dne 11. prosince 2013 bylo potvrzeno, že se Méndez připojí ke kolumbijskému týmu Independiente Santa Fe.

### Návrat do El Nacionalu
Dne 7. ledna 2015 bylo potvrzeno, že se Méndez vrátí do Ekvádoru, aby hrál za El Nacional.

## Reprezentační kariéra

### Ekvádor U20
V roce 1999 se zúčastnil jihoamerického šampionátu do 20 let v Paraguayi a v lednu 2000 olympijského kvalifikačního turnaje v Brazílii. O dva měsíce později byl povolán do seniorského kádru a debutoval při porážce 1:3 s Hondurasem v Quitu.

### Ekvádor
Odehrál všechny tři zápasy Ekvádoru na Mistrovství světa ve fotbale 2002 a skóroval při vítězství 1:0 v závěrečném zápase skupinové fáze nad Chorvatskem, což bylo vůbec první vítězství země na Mistrovství světa ve fotbale. Výhra nad Chorvatskem, jež Chorvaty vyřadila, byla překvapením a zpečetila Méndezovu pověst hvězdy. Mnozí[kdo?] ho považovali za příslib ekvádorského fotbalu a zájem o něj projevilo mnoho klubů.[zdroj?]
V kvalifikaci na Mistrovství světa ve fotbale 2006 vstřelil pět gólů, včetně oslnivého gólu z dálky proti Paraguayi v roce 2005, kdy pomohl Ekvádoru k výhře 5:2. Svými góly pomohl Ekvádoru kvalifikovat se na závěrečný šampionát.
Během Mistrovství světa ve fotbale 2006 se Ekvádor probojoval až do rekordního osmifinále, jež však skončilo porážkou 0:1 s Anglií. Během celého turnaje si Méndez připsal dvě asistence.
V roce 2007 hrál za Ekvádor na Copa América. Na tomto turnaji vstřelil gól útěchy proti Mexiku, kdy byl Ekvádor vyřazen po výsledku 2:1. Dne 26. února 2008 Méndez oznámil svůj odchod z národního týmu, k překvapení většiny Ekvádorců a latinskoamerického fotbalového světa. Uvedl, že jedním z důvodů předčasného ukončení reprezentační kariéry je nespokojenost s nově jmenovaným ekvádorským trenérem Sixtem Vizuetem. Dne 12. května 2008 však Méndez oznámil svůj návrat do národního týmu po schůzce s Vizuetem a prezidentem Ekvádorské fotbalové federace Luisem Chiribogou, ve které vyřešili všechny neshody a nedorozumění.
Dne 30. června 2014, po Mistrovství světa ve fotbale 2014, které se konalo v Brazílii, Méndez prohlásil, že „je jeho cesta u konce“ a po 14 letech odešel z ekvádorského národního týmu. V národním týmu odehrál 111 zápasů a vstřelil 18 gólů.

## Osobní život
Jeho synovcem je profesionální fotbalista a ekvádorský reprezentant Sebas Méndez.

## Statistiky

### Reprezentační góly
Skóre a výsledky Ekvádoru jsou vždy zapsány jako první.
| Gól | Datum              | Místo                                                          | Soupeř     | Skóre | Výsledek | Soutěž                                           |
| --- | ------------------ | -------------------------------------------------------------- | ---------- | ----- | -------- | ------------------------------------------------ |
| 1.  | 2. června 2001     | Estadio Monumental, Lima, Peru                                 | Peru       | 1–1   | 2–1      | Kvalifikace na Mistrovství světa ve fotbale 2002 |
| 2.  | 17. července 2001  | Estadio Metropolitano Roberto Meléndez, Barranquilla, Kolumbie | Venezuela  | 3–0   | 4–0      | Copa América 2001                                |
| 3.  | 13. června 2002    | Nissan Stadium, Jokohama, Japonsko                             | Chorvatsko | 1–0   | 1–0      | Mistrovství světa ve fotbale 2002                |
| 4.  | 15. listopadu 2003 | Estadio Defensores del Chaco, Asunción, Paraguay               | Paraguay   | 1–1   | 1–2      | Kvalifikace na Mistrovství světa ve fotbale 2006 |
| 5.  | 10. března 2004    | Estadio Víctor Manuel Reyna, Tuxtla Gutiérrez, Mexiko          | Mexiko     | 1–2   | 1–2      | Přátelský zápas                                  |
| 6.  | 10. října 2004     | Estadio Olímpico Atahualpa, Quito, Ekvádor                     | Chile      | 2–0   | 2–0      | Kvalifikace na Mistrovství světa ve fotbale 2006 |
| 7.  | 17. listopadu 2004 | Estadio Olímpico Atahualpa, Quito, Ekvádor                     | Brazílie   | 1–0   | 1–0      | Kvalifikace na Mistrovství světa ve fotbale 2006 |
| 8.  | 27. března 2005    | Estadio Olímpico Atahualpa, Quito, Ekvádor                     | Paraguay   | 2–2   | 5–2      | Kvalifikace na Mistrovství světa ve fotbale 2006 |
| 9.  | 27. března 2005    | Estadio Olímpico Atahualpa, Quito, Ekvádor                     | Paraguay   | 3–2   | 5–2      | Kvalifikace na Mistrovství světa ve fotbale 2006 |
| 10. | 4. května 2005     | Giants Stadium, East Rutherford, USA                           | Paraguay   | 1–0   | 1–0      | Přátelský zápas                                  |
| 11. | 1. července 2007   | Estadio Monumental de Maturín, Maturín, Venezuela              | Mexiko     | 1–2   | 1–2      | Copa América 2007                                |
| 12. | 21. listopadu 2007 | Estadio Olímpico Atahualpa, Quito, Ekvádor                     | Peru       | 3–0   | 5–1      | Kvalifikace na Mistrovství světa ve fotbale 2010 |
| 13. | 21. listopadu 2007 | Estadio Olímpico Atahualpa, Quito, Ekvádor                     | Peru       | 5–0   | 5–1      | Kvalifikace na Mistrovství světa ve fotbale 2010 |
| 14. | 6. září 2008       | Estadio Olímpico Atahualpa, Quito, Ekvádor                     | Bolívie    | 2–1   | 3–1      | Kvalifikace na Mistrovství světa ve fotbale 2010 |
| 15. | 9. září 2009       | Estadio Hernando Siles, La Paz, Bolívie                        | Bolívie    | 1–0   | 3–1      | Kvalifikace na Mistrovství světa ve fotbale 2010 |
| 16. | 10. srpna 2011     | Estadio Ricardo Saprissa Aymá, San José, Kostarika             | Kostarika  | 2–0   | 2–0      | Přátelský zápas                                  |
| 17. | 15. listopadu 2011 | Estadio Olímpico Atahualpa, Quito, Ekvádor                     | Peru       | 1–0   | 2–0      | Kvalifikace na Mistrovství světa ve fotbale 2014 |
| 18. | 5. března 2014     | The Den, Londýn, Anglie                                        | Austrálie  | 4–3   | 4–3      | Přátelský zápas                                  |

## Úspěchy
LDU Quito
- Serie A (2): 2005 Apertura, 2010
- Copa Sudamericana (1): 2009

PSV Eindhoven
- Eredivisie (2): 2006/07, 2007/08